# نووبیکتوو
نووبیکتوو (انگلیسی: Novobiktovo) یک شهرک در شهرستان دیورتیورلینسکی در استان باشقیرستان کشور روسیه است.